# Людвіґ Левін Якобсон
Людвіґ Левін Якобсон (дан. Ludvig Levin Jacobson; 10 січня 1783, Копенгаген — 29 серпня 1843, там само) — данський анатом і фізіолог.

## Біографія
Людвіґ Левін Якобсон народився 10 січня 1783 року в місті Копенгаген в єврейській родині. З 1799 по 1804 року вивчав медицину спочатку в Стокгольмі, а потім в Копенгагені, з 1806 року перебував хірургом при хірургічної академії, з 1807 року там само читав лекції з хімії.
Під час облоги Копенгагена завідував військовим лазаретом, 1811 року відряджений до Німеччини та Франції, де до 1813 року займався порівняльною анатомією і медициною. Повернувшись на батьківщину, Якобсон був відряджений у французьку діючу армію для вивчення військово-медичної частини. Під Лейпцигом французький лазарет, в якому Якобсон лежав при смерті, був узятий козаками. До укладення миру 1814 року Якобсон брав діяльну участь в управлінні госпіталями англо-ганноверської армії. Повернувшись в Копенгаген, Якобсон був призначений професором, а також став почесним доктором університету імені Християна Альбрехта.
1822 року вступив полковим хірургом в гвардію данської армії, 1842 року призначений лейб-медиком шведського короля. Наукова діяльність Якобсона була дуже велика: він був чудовий хірург, винайшов цілий ряд хірургічних інструментів і встановив лікування шляхом операції різних доти невиліковних хвороб. В царині фізіології він переважно вивчав кровообіг і виділення нирок. Самою плідною діяльністю, однак, можна назвати його роботи в царині порівняльної анатомії, переважно хребетних тварин, і в особливості будови органів слуху та нюху, про що свідчить ряд органів, відкритих Якобсоном і названих на його честь (Якобсонів орган).
1829 року Людвіґ Левін Якобсон став кавалером ордена Данеброг, 1842 року обраний членом Шведської королівської академії наук.

## Праці
- «Description anatomique d'un organe observé dans les mammifères» («Nouv. Bull. Sc. Soc. Phil.», 1812);
- «Extrait d'un Mémoire sur un organe particulier de sens dans les Raies et les Squales» (там само, 1813);
- "Sur une glande conglomerée appartenante à la cavité nasale (там само, 1813);
- «Ueber die Thymus der Winterschläfer» («Mecke's Arch. F. Phys.», 1817);
- «Sur l'existence des Reins dans les animaux Mollusques» («Journ. De Phys.», 1820);
- «Ueber ein in sehr vielen Thieren vorkommendes Venensystem» («Fror. Not.», 1821);
- «Recherches anatomiques et physiologiques sur un système veineux particulier aux reptiles» («Isis», 1823);
- «Bidrag till Bloeddyrenes Anatomie og Physiologie» («Danske Selsk. Nat. Afh.», 1828);
- «Om Bloeddyrenes Nyrer og om Urinsyren. etc» (там само);
- «Recherches anatomiques sur les Cyclades» («Féruss. Bull. Sc. Nat.», 1830);
- «De Okenske Legemer eller Primordialnyrerne etc.» (« Dansk. Selsk. nat. Afh.», 1832);
- «Sur les reins primordiaux» («Institut», 1834);
- «Om Primordialcraniet» («Dansk. Selsk. Forh.», 1842).